# 116
| 116                |
| ------------------ |
| Dødsfald - Fødsler |
|                    |

| Gregoriansk kalender | 116 CXVI                |
| Ab urbe condita      | 869                     |
| Armensk kalender     | I/T                     |
| Kinesiske kalender   | 2812 – 2813 乙卯 – 丙辰 |
| Etiopisk kalender    | 108 – 109               |
| Jødisk kalender      | 3876 – 3877             |
| Hindukalendere       |                         |
| - Vikram Samvat      | 171 – 172               |
| - Shaka Samvat       | 38 – 39                 |
| - Kali Yuga          | 3217 – 3218             |
| Iransk kalender      | 506 BP – 505 BP         |
| Islamisk kalender    | 522 BH – 521 BH         |

Se også 116 (tal)

## Dødsfald
- Pave Alexander 1